# EuroCity

Il logo designato per i servizi Eurocity in Italia fino al 2025

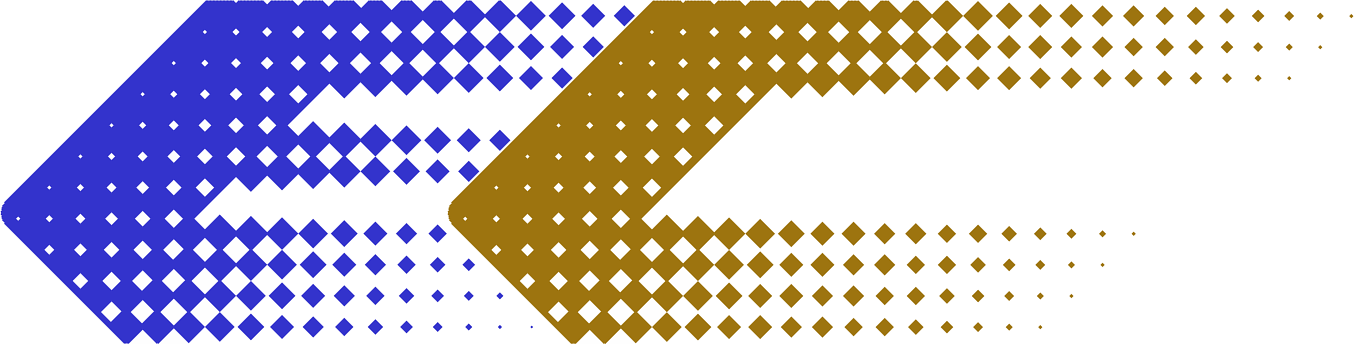
Il vecchio logo che contraddistingueva i servizi Eurocity

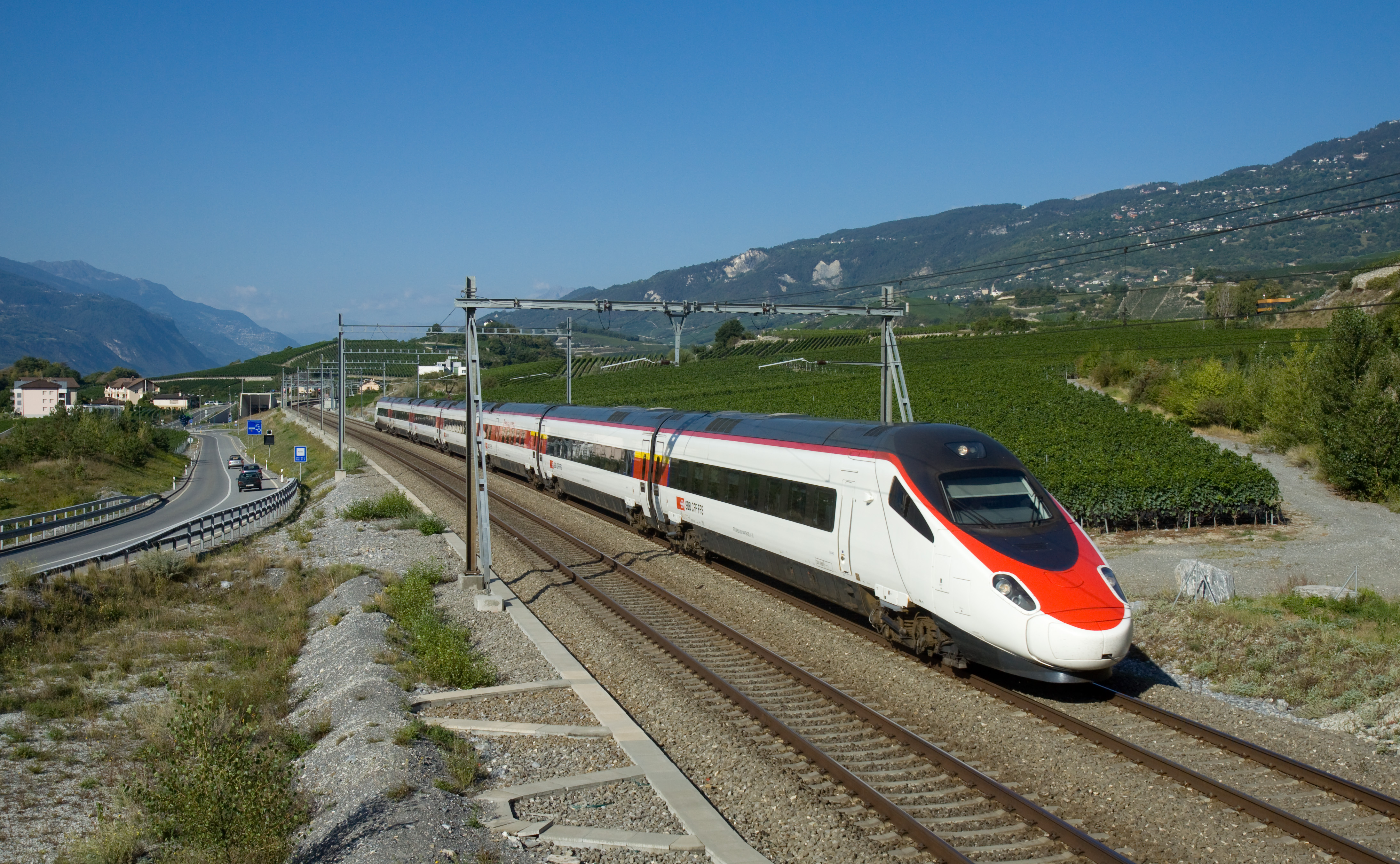
EuroCity Milano-Ginevra espletato con un ETR 610

Eurocity o EuroCity è la categoria di servizio assegnata ai treni internazionali che collegano località facenti parte di differenti nazioni europee con prenotazione obbligatoria del posto a sedere.

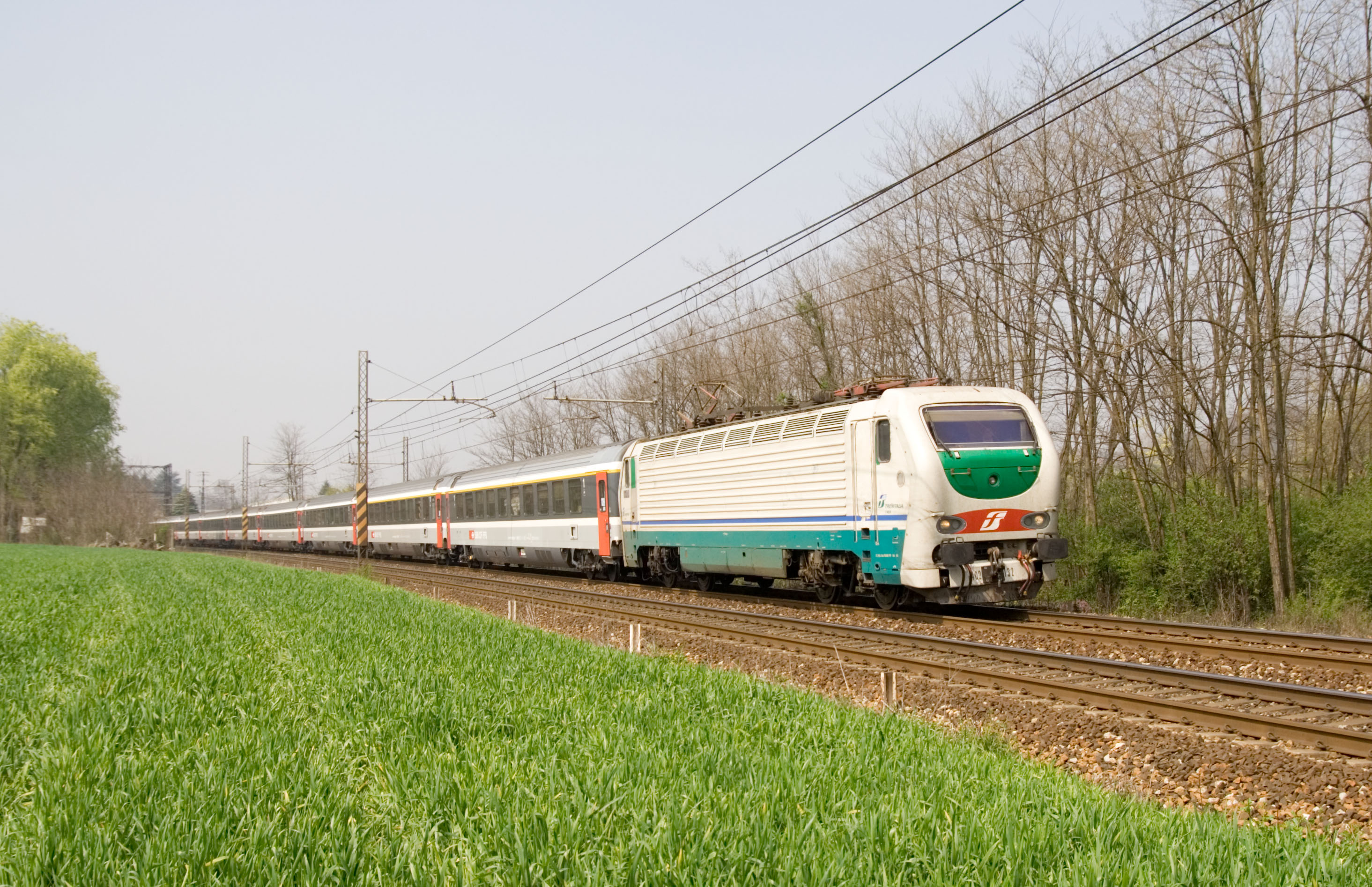
EuroCity Milano-Zurigo con locomotiva E.402 e carrozze delle ferrovie svizzere

Il concetto di treni internazionali Eurocity o EuroCity, abbreviato negli orari ferroviari come EC, nasce nel 1987 in seguito agli accordi tra le compagnie ferroviarie della Comunità Europea, della Svizzera e dell'Austria per sostituire i precedenti treni categorizzati come Trans Europ Express (TEE).
La differenza più sostanziale fra i treni TEE e gli EC, è che questi ultimi hanno in composizione anche carrozze di seconda classe.

## Storia

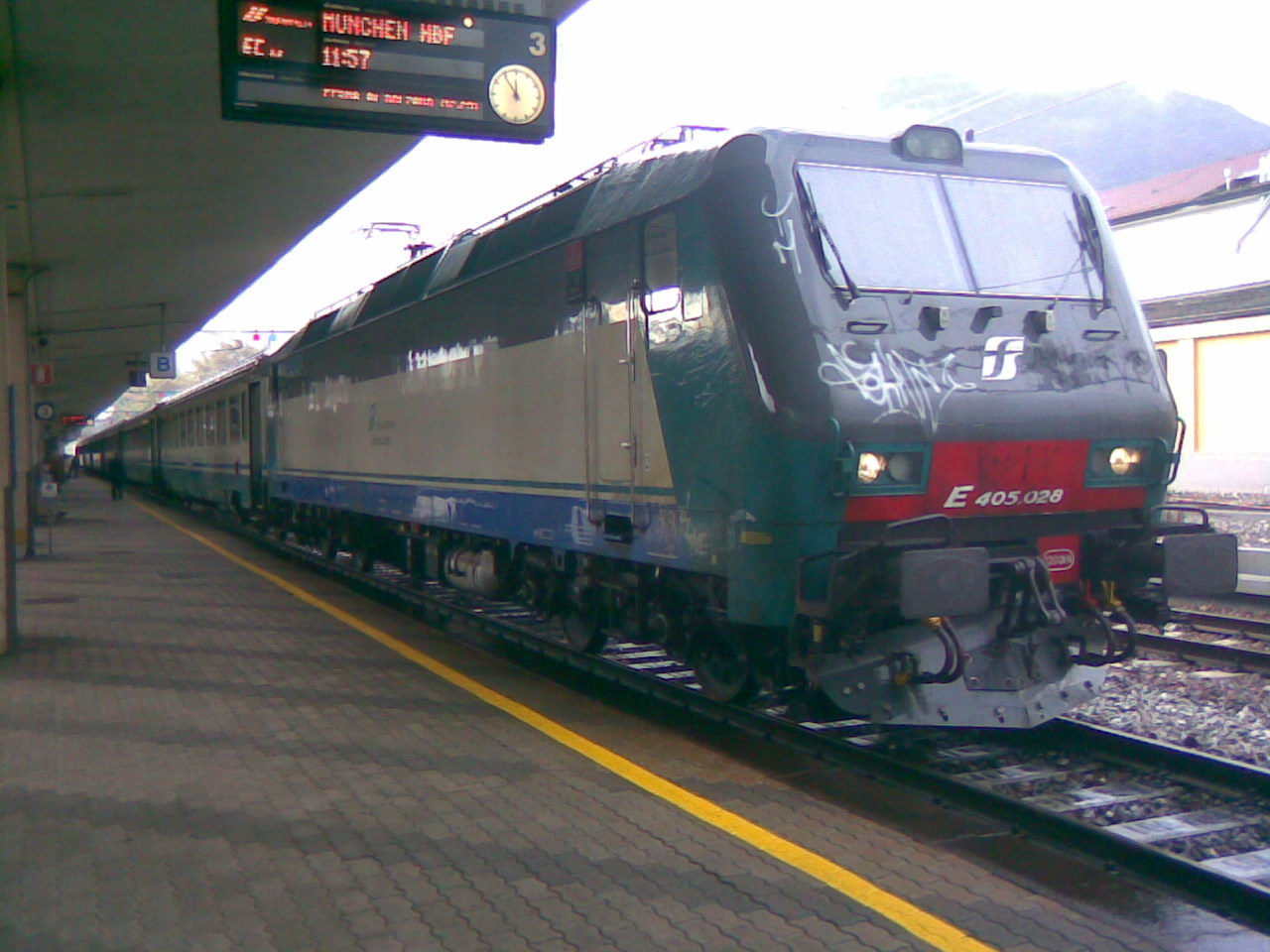
Eurocity Verona-Monaco di Baviera a Trento, con E.405 al traino di carrozze Trenitalia.

Questa categoria di treni internazionali era il seguito storico dei grandi treni di lusso del dopoguerra e queste relazioni erano soggette a vari indici di qualità:
- velocità commerciale maggiore di 90 km/h
- servizio ristorante
- carrozze con aria condizionata
- fermate di solo 5 minuti massimo, 15' per motivi tecnici
- controllo doganale sul treno quindi senza una lunga sosta alla frontiera
- personale bilingue.

Col passare del tempo queste relazioni hanno perso quasi tutte queste obbligazioni e si sono trasformate in normali treni diurni.
Con l'entrata nell'Unione europea dei paesi dell'est, le relazioni EuroCity vengono estese anche in questi paesi.

## Situazione attuale

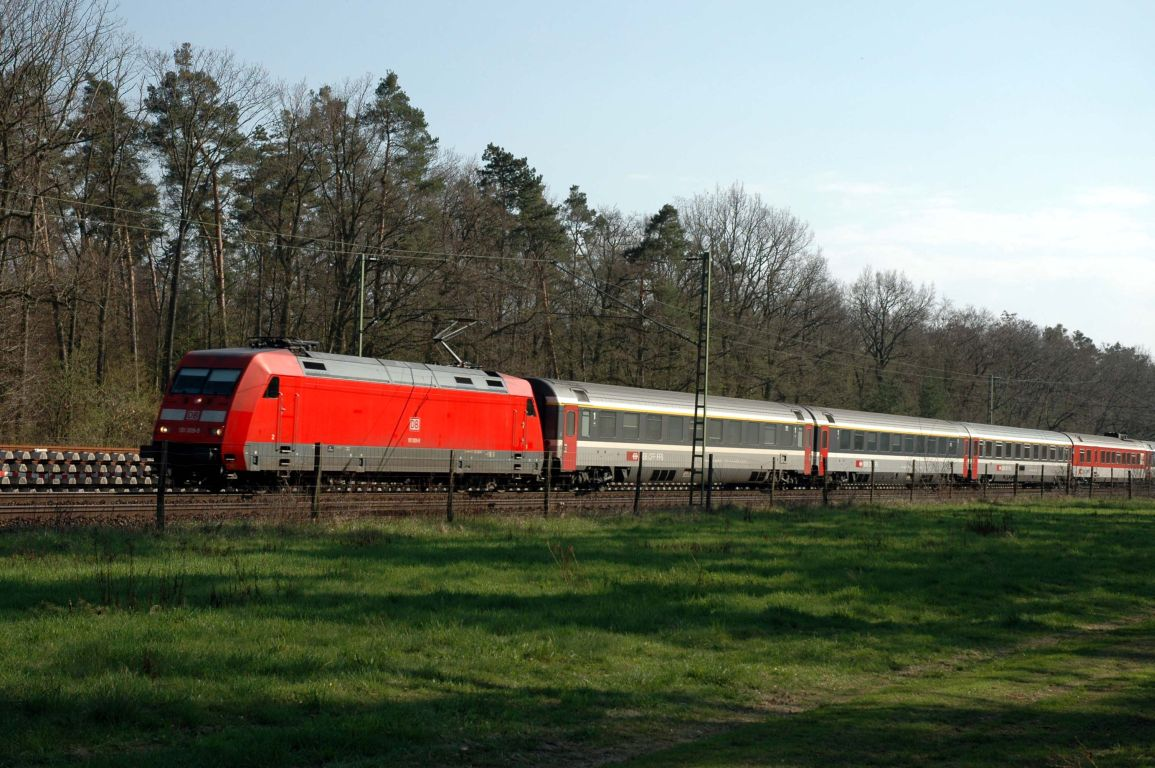
EuroCity con locomotiva Deutsche Bahn e carrozze svizzere

Il marchio EuroCity ora viene utilizzato dalla maggior parte dei paesi dove i treni sono organizzati in categorie di servizio.
In Austria e Germania gli EuroCity sono virtualmente identici agli InterCity, con l'aggiunta del servizio ristorante. Il materiale rotabile è infatti lo stesso (carrozze Eurofima) e con la stessa livrea, con la differenza che gli EuroCity attraversano il confine nazionale.
In Svizzera vengono usati sia materiale InterCity che rotabili dedicati.

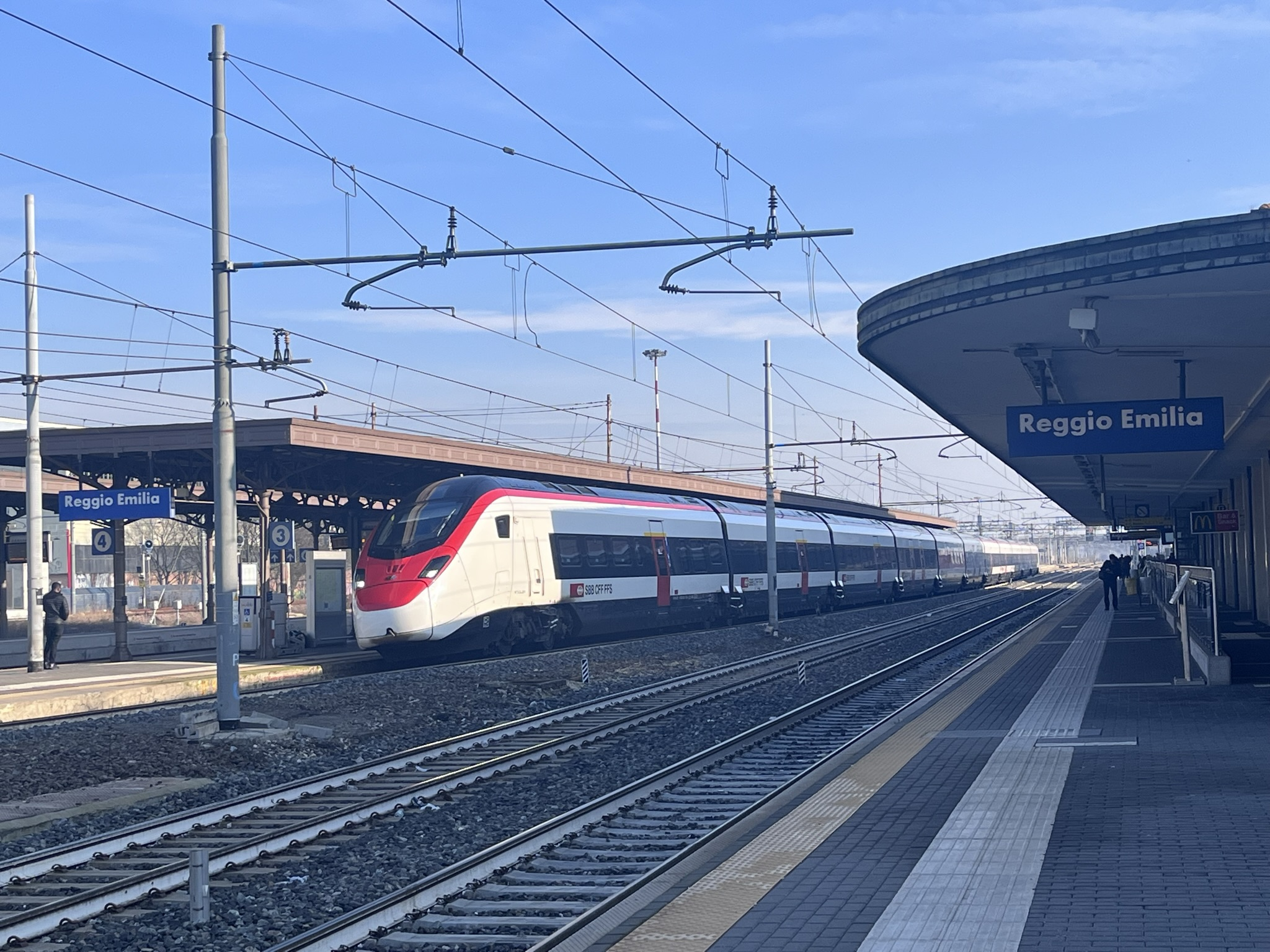
L'EuroCity 326 Bologna-Zurigo, in materiale elettrotreno RABe 501 Giruno di FFS, in sosta alla stazione centrale di Reggio Emilia.

In altri paesi come in Francia o Spagna vengono invece chiamati semplicemente "Treni" anche se la stessa relazione nell'altro paese è considerata EuroCity. 

### In Italia
In Italia gli EuroCity erano svolti con materiale InterCity e livrea XMPR dedicata. Nel 2010 il servizio è stato soppresso, e le relazioni EuroCity si sono svolte con materiale estero fino al 2015.
Dal 2011 i servizi EuroCity con la Francia sono garantiti da Thello, partecipata da Trenitalia, e dai treni alta velocità TGV delle SNCF. Dal 14 ottobre 2021 Thello cambia il suo nome in Trenitalia France, e da dicembre dello stesso anno gli ETR 400, con una livrea Frecciarossa leggermente modificata, collegano Milano a Parigi.
I servizi con Austria e Germania (ad eccezione di Francoforte sul Meno) sono garantiti dal 2009 dalla DB-ÖBB EuroCity, compartecipata da Deutsche Bahn, ÖBB e da Trenord, che utilizza materiale austriaco.
Fino al 2009 le relazioni con la Svizzera erano gestite dalla società Cisalpino, partecipata da Trenitalia e SBB, con materiale ETR.470 e ETR.610 in livrea dedicata. Con lo scioglimento dell’azienda, i treni sono stati ripartiti equamente fra Italia e Svizzera, che hanno continuato a espletare il servizio transfrontaliero. Dal 2017 i servizi con la Svizzera e con Francoforte sul Meno sono garantiti dagli ETR.610 di Trenitalia (ex-Frecciargento) e Ferrovie Federali Svizzere.

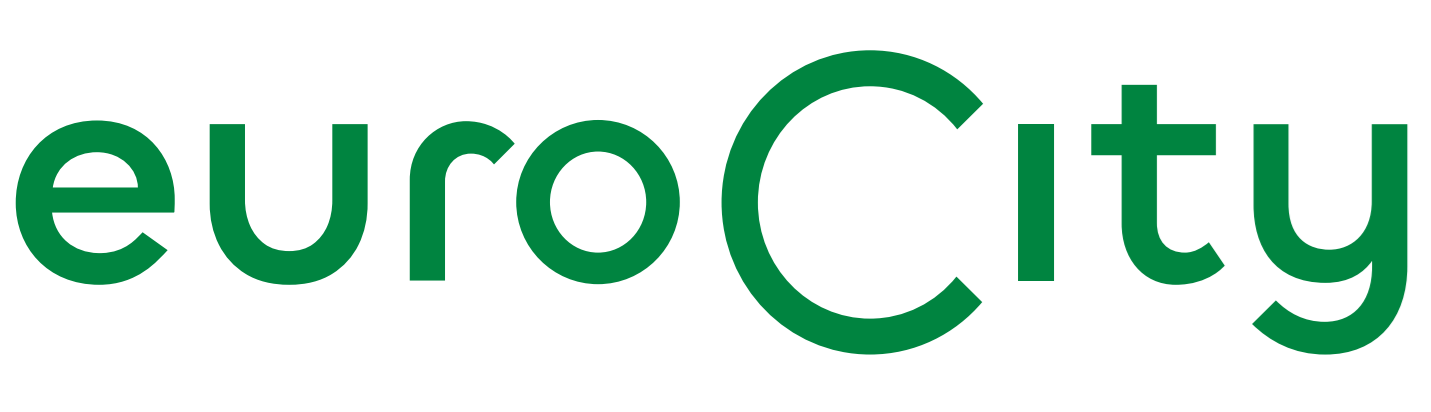
Nuovo logo Eurocity adoperato su alcuni treni internazionali che raggiungono le stazioni italiane.

Nel novembre 2024 l'accordo di collaborazione tra Trenitalia e SBB è stato rinnovato e le due società hanno presentato nuovi collegamenti tra Zurigo e l'Italia con destinazione Venezia, Firenze e Livorno. Trenitalia ha inoltre annunciato una nuova livrea, basata sul bianco e sul verde, dedicata ai servizi EuroCity con la Svizzera che verrà applicata progressivamente agli ETR.610 dedicati a questi servizi. Inoltre, a partire da novembre gli ETR.610 saranno  sottoposti anche a un restyling interno che prevede, tra l'altro, sedili di plastica riciclata.

#### Lista di treni Eurocity operativi in Italia
| Codice treno | Stazione di partenza          | Orario di partenza | Stazione di arrivo            | Orario di arrivo | Note  |
| ------------ | ----------------------------- | ------------------ | ----------------------------- | ---------------- | ----- |
| EC 32        | Milano Centrale               | 8:20               | Ginevra                       | 12:21            |       |
| EC 34        | Milano Centrale               | 13:20              | Ginevra                       | 17:21            |       |
| EC 35        | Ginevra                       | 5:39               | Venezia Santa Lucia           | 12:42            |       |
| EC 36        | Milano Centrale               | 17:20              | Ginevra                       | 21:21            |       |
| EC 37        | Ginevra                       | 7:39               | Milano Centrale               | 11:40            |       |
| EC 39        | Ginevra                       | 13:39              | Milano Centrale               | 17:40            |       |
| EC 41        | Ginevra                       | 18:39              | Milano Centrale               | 22:40            |       |
| EC 42        | Venezia Santa Lucia           | 16:18              | Ginevra                       | 23:21            |       |
| EC 44        | Venezia Santa Lucia           | 16:18              | Ginevra Aeroporto             | 0:03             |       |
| EC 46        | Milano Centrale               | 17:20              | Ginevra                       | 21:21            |       |
| EC 47        | Ginevra                       | 7:39               | Milano Centrale               | 11:40            |       |
| EC 50        | Milano Centrale               | 7:20               | Basilea FFS                   | 11:32            |       |
| EC 51        | Basilea FFS                   | 6:28               | Milano Centrale               | 10:40            |       |
| EC 52        | Milano Centrale               | 11:20              | Francoforte sul Meno Centrale | 18:44            |       |
| EC 53        | Basilea FFS                   | 10:28              | Milano Centrale               | 14:40            |       |
| EC 54        | Milano Centrale               | 15:20              | Basilea FFS                   | 19:32            |       |
| EC 56        | Milano Centrale               | 18:20              | Basilea FFS                   | 22:32            |       |
| EC 57        | Basilea FFS                   | 12:28              | Milano Centrale               | 16:40            |       |
| EC 59        | Basilea FFS                   | 17:28              | Milano Centrale               | 21:40            |       |
| EC 80        | Bologna Centrale              | 15:50              | Monaco di Baviera Centrale    | 22:27            |       |
| EC 81        | Monaco di Baviera Centrale    | 7:34               | Bologna Centrale              | 14:10            |       |
| EC 83        | Monaco di Baviera Centrale    | 9:34               | Bologna Centrale              | 16:19            |       |
| EC 84        | Bologna Centrale              | 11:52              | Monaco di Baviera Centrale    | 18:27            |       |
| EC 85        | Monaco di Baviera Centrale    | 11:32              | Venezia Santa Lucia           | 18:25            |       |
| EC 87        | Monaco di Baviera Centrale    | 13:34              | Venezia Santa Lucia           | 20:16            |       |
| EC 88        | Bologna Centrale              | 7:45               | Monaco di Baviera Centrale    | 14:27            |       |
| EC 89        | Monaco di Baviera Centrale    | 13:11              | Bologna Centrale              | 20:30            |       |
| EC 151       | Francoforte sul Meno Centrale | 8:04               | Milano Garibaldi              | 15:55            |       |
| EC 153       | Basilea FFS                   | 15:03              | Milano Centrale               | 19:50            |       |
| EC 156       | Milano Centrale               | 8:10               | Basilea FFS                   | 12:56            |       |
| EC 158       | Milano Garibaldi              | 10:05              | Basilea FFS                   | 14:56            |       |
| EC 307       | Zurigo Centrale               | 8:33               | Bologna Centrale              | 14:35            | [ 4 ] |
| EC 308       | Venezia Santa Lucia           | 13:18              | Zurigo Centrale               | 19:27            |       |
| EC 310       | Genova Piazza Principe        | 16:12              | Zurigo Centrale               | 21:27            |       |
| EC 311       | Zurigo Centrale               | 6:33               | Venezia Santa Lucia           | 12:42            |       |
| EC 312       | Milano Centrale               | 7:10               | Zurigo Centrale               | 10:27            |       |
| EC 313       | Zurigo Centrale               | 7:33               | Milano Centrale               | 10:50            |       |
| EC 314       | Milano Centrale               | 9:10               | Zurigo Centrale               | 12:27            |       |
| EC 315       | Zurigo Centrale               | 9:33               | Milano Centrale               | 12:50            |       |
| EC 316       | Milano Centrale               | 11:10              | Zurigo Centrale               | 14:27            |       |
| EC 317       | Zurigo Centrale               | 11:33              | Milano Centrale               | 14:50            |       |
| EC 318       | Milano Centrale               | 13:10              | Zurigo Centrale               | 16:27            |       |
| EC 319       | Zurigo Centrale               | 13:33              | Milano Centrale               | 16:50            |       |
| EC 320       | Milano Centrale               | 15:10              | Zurigo Centrale               | 18:27            |       |
| EC 321       | Zurigo Centrale               | 15:33              | Milano Centrale               | 18:50            |       |
| EC 322       | Milano Centrale               | 17:10              | Zurigo Centrale               | 20:27            |       |
| EC 323       | Zurigo Centrale               | 17:33              | Milano Centrale               | 20:50            |       |
| EC 324       | Milano Centrale               | 19:10              | Zurigo Centrale               | 22:27            |       |
| EC 325       | Zurigo Centrale               | 19:33              | Milano Centrale               | 22:50            |       |
| EC 326       | Bologna Centrale              | 17:26              | Zurigo Centrale               | 23:27            | [ 4 ] |
| EC 327       | Zurigo Centrale               | 10:33              | Genova Piazza Principe        | 15:52            |       |
| EC 329       | Zurigo Centrale               | 13:33              | Milano Centrale               | 16:50            |       |
| EC 332       | Milano Centrale               | 17:10              | Zurigo Centrale               | 20:27            |       |